# Orphnus angolensis
Orphnus angolensis är en skalbaggsart som beskrevs av Max Quedenfeldt 1884. Orphnus angolensis ingår i släktet Orphnus och familjen Orphnidae. Inga underarter finns listade i Catalogue of Life.